# Tsakistra
Tsakistra (em grego:  Τσακίστρα) é uma vila localizada no distrito de Nicósia, Chipre. De acordo com o censo de 2011, sua população era de 107 habitantes. 